# Kudelin, Vidin
Kudelin (în bulgară Куделин, în română Racovița) este un sat în comuna Bregovo, regiunea Vidin, Bulgaria. Localitatea a fost locuită compact de românii din Timocul bulgăresc.

## Demografie
Componența etnică a satului Kudelin
     Bulgari (96,1%)
     Nicio identificare (0,77%)
     Altele (3,11%)
La recensământul din 2011, populația satului Kudelin era de 385 locuitori. Din punct de vedere etnic, majoritatea locuitorilor (96,1%) erau bulgari. Pentru 0,77% din locuitori nu este cunoscută apartenența etnică.